# Amagerbro Station
Amagerbro Station er en underjordisk Metro-station på Amager. Den ligger på linje M2 mellem stationerne Christianshavn og Lergravsparken.
Amagerbro Station blev indviet i 2002. Stationen har cykelparkering og ligger i takstzone 1.
I 2012 var passagertallet pr. dag i gennemsnit 9.000 personer.
Amagerbanen havde endestation i nærheden fra 1907 til 1938 og fra 1940 til 1947. Stationsbygningen var tegnet af arkitekt Heinrich Wenck men blev revet ned i 1938.

## Antal rejsende
Ifølge Ørestadsselskabet var udviklingen i antallet af dagligt afrejsende:
| År         | Antal |
| ---------- | ----- |
| 11.12.2002 | 3.787 |
| 02.04.2004 | 6.825 |
| 15.04.2005 | 7.213 |